# 케빈 마그누센
케빈 얀 마그누센(Kevin Jan Magnussen, 1992년 10월 5일 ~ )은 덴마크의 자동차 경주 선수이다. 현재 하스 F1 소속으로 포뮬러 원에서 경쟁하고 있다.
전직 포뮬러 원 드라이버이자 르망 24시 4회 우승자인 얀 마그누센의 아들이다. 맥라렌 포뮬러 원 팀의 영 드라이버 프로그램을 통해 2014년 맥라렌에서 첫 데뷔를 하였다. 2015년 페르난도 알론소가 르노에 참여하면서 예비 선수가 되었다가 2016년 르노 F1으로 이적했다. 2017년부터 하스 F1 소속으로 2020년까지 출장하였고, 2022년에 복귀하였다.